# رسول جلیلی
رسول جلیلی (زاده ۲۸ مرداد ۱۳۴۰ در اقلید)، رئیس سابق دانشگاه صنعتی شریف، دانشیار دانشکده مهندسی کامپیوتر این دانشگاه و عضو شورای عالی فضای مجازی است. پس از تشکیل شورای عالی فضای مجازی به دستور سیدعلی خامنه‌ای در ۱۷ اسفند ۱۳۹۰، رسول جلیلی، برای عضویت در این شورا منتخب شد. شهریور ماه ۱۳۹۴ با حکم سیدعلی خامنه‌ای، عضویت رسول جلیلی در شورای عالی فضای مجازی، برای یک دوره چهار ساله دیگر تمدید شد. وی به عنوان یکی از «سرکوب‌گران اینترنت» شناخته می‌شود.
وی در تاریخ ۲۶ مهر ۱۴۰۰ توسط محمدعلی زلفی‌گل، وزیر علوم، تحقیقات و فناوری به سمت سرپرستی دانشگاه صنعتی شریف برگزیده شد و پس از تأیید شورای عالی انقلاب فرهنگی، در ۱۶ اسفند ۱۴۰۰ به ریاست این دانشگاه منصوب گردید. او در ۳۰ آبان ۱۴۰۲ از ریاست دانشگاه صنعتی شریف برکنار شد.

## زندگی
رسول جلیلی در اقلید واقع در استان فارس به دنیا آمده است. وی دوره کارشناسی علوم کامپیوتر را در دانشگاه فردوسی مشهد گذراند. در سال ۱۳۶۶، رسول جلیلی، دوره کارشناسی ارشد علوم کامپیوتر را در دانشگاه صنعتی شریف پذیرفته شد. او برای ادامه تحصیل در رشته علوم کامپیوتر به دانشگاه سیدنی در استرالیا رفت و در گرایش «سیستم‌های عامل توزیع شده»، موفق به دریافت مدرک دکترا گردید. رسول جلیلی از سال ۱۳۷۴ تا کنون در دانشگاه صنعتی شریف مشغول به آموزاندن و پژوهش است. وی از مهر ۱۳۸۸ تا مرداد ۱۳۸۹ در دانشگاه دیویس کالیفرنیا در ایالات متحده آمریکا نیز پژوهشگر میهمان بوده است.

## عضویت در شورای عالی فضای مجازی
بنابر عضویت در شورای عالی فضای مجازی، رسول جلیلی در تعیین سیاست‌های کلی نظام جمهوری اسلامی در اعمال سانسور در فضای مجازی، نقش داشته است. شورای عالی فضای مجازی از ابتدای تأسیس، در فیلتر کردن تعدادی از وبسایت‌ها و شبکه‌های اجتماعی همچون فیس‌بوک و یوتیوب فعال بوده است. پیش از تشکیل شورای عالی فضای مجازی به دستور سید علی خامنه‌ای، رسول جلیلی ضمن مصاحبه‌ای با خبرگزاری فارس در سال ۱۳۸۴، گفت که: «سایت‌هایی که در برگیرنده مطالب مغایر با ارزش‌های اخلاقی، دینی، فرهنگی، اجتماعی، خانوادگی، حکومتی و سیاسی هستند، جزء سایت‌های ممنوعه شمرده شده و بالطبع فیلتر خواهند شد.»

## سوابق اجرایی و علمی
رسول جلیلی علاوه بر عضویت در شورای عالی فضای مجازی، سوابق دیگری چون معاونت صنایع امور اقتصاد سازمان صنعت، معدن و تجارت آذربایجان غربی، عضو هیئت علمی و مدیر گروه آی‌تی دانشکده مهندسی کامپیوتر دانشگاه صنعتی شریف، عضو هیئت مؤسس و رئیس هیئت مدیره شرکت‌های امن‌افزار گستر شریف و پیام افزار پیک آسا و عضو گروه نرم‌افزار صنایع پیشرفته وزارت صنعت، معدن و تجارت را در کارنامه دارد.
همچنین او دارای بیش از ۲۵ مقاله در مجله‌های معتبر بین‌المللی و ۱۵۰ مقاله در کنفرانس‌های علمی می‌باشد.

## تحریم وزارت خزانه‌داری ایالات متحده آمریکا
وزارت خزانه‌داری ایالات متحده آمریکا در آبان ماه ۱۳۹۲، طی اطلاعیه‌ای ۱۷ شخص و نهاد ایرانی، از جمله رسول جلیلی را به دلیل آنچه ارتباط یا نقش آن‌ها در سانسور، نقض حقوق بشر از سوی دولت ایران و حمایت از تروریسم خوانده شده، مشمول تحریم کرده است.
بر اساس اطلاعیه این وزارت‌خانه، رسول جلیلی از بهمن ۱۳۸۷ به دنبال دستیابی به تجهیزات مربوط به نظارت بر تبادل پیام کوتاه، بوده است. وی از اواخر سال ۱۳۹۰ نیز فعالانه در اقدامات دولت ایران برای سانسور اینترنت نقش داشته است. شرکت امن‌افزار گستر شریف، که تحت مدیریت رسول جلیلی است، تامین‌کننده نرم‌افزار فیلترینگ و سانسور اینترنتی دولت ایران بوده است و رسول جلیلی از روز ۱۷ اسفند ۱۳۹۰ (هفتم مارس ۲۰۱۲)، از سوی رهبر ایران به عضویت مرکز ملی فضای مجازی ایران درآمده است. براساس همین اطلاعیه، همچنین شرکت پیک‌آسا از دیگر مجموعه‌های تحت مدیریت رسول جلیلی نیز مشمول تحریم‌های آمریکا شده است. این شرکت در سال ۲۰۰۰ میلادی به عنوان شرکت توسعه‌دهنده نرم‌افزار مخابراتی ایجاد شده است.